# Алябьев, Андрей Семёнович
Алябьев Андрей Семёнович (? — 1620) — военный деятель Смутного времени, глава нижегородского ополчения 1608—1609 г., дьяк. Представляет собой редкий случай совмещения приказной деятельности с военной службой. Чин — дворянин выборный.
Из рода Алябьевых. Брат дьяка Дмитрия Алябьева и сын дьяка Семёна Алябьева.

## Служба
В 1588/89 — 1602/03 годах — выборный сын боярский по Дорогобужу с окладом 500 четей. В 1595 году в чине дворянина участвовал в посольстве М. Вельяминова и дьяка А. Власьева в империю Габсбургов, к римскому цесарю Рудольфу II.
В 1601/02 году был головой стрелецким в составе посольства во главе с М. Салтыковым-Морозовым и А. Власьевым направленного в Польшу.
В 1603 году — пожалован в дьяки. В 1603 году — дьяк в объездах.
С 1603/4 по 2 февраля 1606 года — дьяк Галицкой чети.
В 1604/05 году — послан воеводой с князем И. М. Барятинским в полки с Москвы к князю Ф. И. Мстиславскому: участвовал в походе против Лжедмитрия I у наряда.
8 мая 1606 года — дьяк на свадьбе Лжедмитрия I.
В 1606—1607 годах участвовал в походах против Болотникова. В том числе, участник похода царя Василия под Тулу в мае 1607 года.
11 декабря 1608 — 15 апреля 1609 года — второй воевода в Нижнем Новгороде (с кн. А. А. Репниным-Оболенским и дьяком В. Семёновым).
С 27 мая 1609 года — воевода Мурома.
В 1610 году — участник борьбы против «тушинского вора».
В 1611/12 — 1613 годах — второй воевода в Нижнем Новгороде.
В 1615 году — судья (не дьяк) Московского судного приказа; получил в Нижегородском уезде поместье (вскоре отобранное). Оклад — 150 рублей в год.
В 1619 году — воевода в Вологде.

## Военный деятель Смутного времени: воевода«понизовных городов мужиков»
Андрей Семенович Алябьев наиболее известен тем, что возглавил наряду с кн. Александром Андреевичем Репниным нижегородское ополчение зимой 1608—1609 гг., ставшее первым в ряду последующих земских ополчений. Тогда Нижний Новгород самоопределяется как центр поднимающегося земского движения, организовав первое ополчение для того, чтобы отстоять город от набегов сторонников тушинского самозванца. Это забытое нижегородское ополчение сыграло ключевую роль в борьбе с тушинцами в центре страны в то время, когда происходило движение войск кн. М. Ф. Скопина-Шуйского к Москве с севера и Ф. И. Шереметева с юга — для изгнания Лжедмитрия II, его казаков и литовско-польских отрядов, творящих насилие и грабёж на контролируемых ими территориях. Удачные боевые действия нижегородцев во главе с действовавшим по их «приговору» воеводой Алябьевым впервые показали, что можно действовать самостоятельно и добиваться «устроения правды» снизу. Именно первая значительная самоорганизация земских сил в Смутное время способствовала поднятию народного духа и воодушевлению всех сторонников порядка и законности в Российском государстве.

## Военные действия
Ополчению «понизовных городов мужиков» во главе с воеводой Алябьевым удалось отбить крупный штурм Нижнего Новгорода 2 декабря 1608 г., когда «воровские» отряды двинулись из Балахны под Нижний. Он дважды разбил их и заставил Балахну целовать крест Шуйскому, а вождя бунтовщиков, казацкого атамана Тимоху Таскаева, повесил в Нижнем.
Через три дня Андрей Семенович уничтожил другой отряд, подступивший под Нижний. 5 декабря под Нижний подошёл разношёрстный тушинский отряд, состоящий из нижегородских, арзамасских и алатырских детей боярских, татар, черемисы, мордвы, бортников и «всяких подымных людей». Эти силы возглавляли головы сын боярский С. Сурвацкий, А. Подбельский и С. Низовцов.
Затем Алябьев направился усмирять возмутившихся жителей Ворсмы и Павлова. 10 декабря он разбил одну часть «заворовавшихся» в 5-ти верстах от Ворсмы, затем обратил в бегство остальных под Павловым и принудил все окрестные села отстать от «воровства». Тогда же нижегородцы посылают отписку в Муром, призывая муромцев перейти под власть Шуйского и угрожая им походом.
В начале января 1609 г. нижегородское ополчение во главе которого стояли А. С. Алябьев, А. А. Микулин и Б. А. Износков вновь выдвигаются по направлению к Мурому. 7 января 1609 г. Алябьев ещё раз разбил подступивших под Нижний тушинцев (с. Богородское, 30 км от Н.Новгорода), а их воеводы князь Семен Юрьевич Вяземский (бывший пермский воевода, позднее повешен в Нижнем) и Тимофей Лазарев попали в плен. Около 40 арзамасских дворян во главе с Ф. В. Левашевым, пришедших с Вяземским в Богородское, целовали крест на имя Шуйского и пополнили силы Алябьева.
Когда весть об этих успехах нижегородцев достигла Москвы, то к ним прислали царскую грамоту 9 января 1609 года, в которой их «похваляли» за «службу и раденье», проявленные в осаде и обещали «великое жалованье» (придачи поместных и денежных окладов служилым людям и льготу, а также беспошлинную торговлю посадским людям).
В отписке вятчан пермичам от 26 января 1609 г. говорится о поражении воеводой А.Алябьевым «мятежников балахонских, арзамасских и алатырских», о «раскаянии шуян, костромичей, галичан и вологжан».
Успокоив, таким образом, нижегородский край, Алябьев двинулся против бунтовщиков, засевших в Муроме и Владимире. К 16 января главные силы нижегородцев стояли уже в Яковцове, а их передовой отряд показался в 20 верстах от Мурома в селе Клин. 18 марта 1609 г. в осаждённом Алябьевым Муроме вспыхнуло антитушинское восстание. Тушинский воевода В.Толбузин бежал из Мурома во Владимир, а горожане, открыв ворота, встретили нижегородцев «с образы и крест царю Василью Ивановичю целовали». Примерно тогда же в Нижний приходят грамоты, посланные из Москвы 17 и 18 февраля. Приказ правительства Шуйского о немедленном выступлении Алябьева с войсками к Москве застал его в самый разгар муромских событий. Из дальнейших действий воеводы видно, что руководствовался он, в первую очередь, тактическими соображениями и только потом инструкциями из Москвы.
Сразу же после овладения Муромом Алябьев посылает под Владимир около 700 московских и астраханских стрельцов и казаков и, вероятно, некоторое количество дворянской конницы. Захват города он доверил наиболее боеспособной части своего войска, а именно тем служилым, которые в своё время прошли осадное сидение на Балчике, участвовали во взятии Царицына, а затем из Казани были посланы в Нижний. Во главе этих стрельцов и казаков стояли головы А. А. Микулин и Б. А. Износков. Посланные вместе с ними силы дворян возглавляли Я. С. Прокудин, Ф. В. Левашев и князь И. Д. Волховской. 27 марта они подошли к Владимиру, где разыгрались события, аналогичные муромским. В городе вспыхнуло восстание, тушинский воевода Вельяминов был убит, и владимирцы присягнули Шуйскому.
2 апреля посланные Алябьевым силы вместе с кинешемскими и шуйскими мужиками с успехом отразили нападение отрядов А. Лисовского и Я. Стравинского. Тогда же из Владимира ими были посланы грамоты в Мещеру, Арзамас и Шацк с призывом перейти под власть Шуйского.
После этого Алябьев из Мурома совершил молниеносный рейд под Касимов, где, как и ранее под Арзамасом, был сожжён посад, а затем вернулся в Нижний.

## Участие во Втором земском ополчении
Далее имя Алябьева упоминается в связи с организацией в Нижнем Новгороде Второго ополчения.
Вёл переписку с патриархом Гермогеном, городами Севера, в том числе и Вологдой, о развёртывании патриотического движения, «пока Литва не овладела государством Московским».
30-го августа 1611 года он послал грамоту казанцам, увещевая их не признавать царём сына Марины Мнишек.

## После Смуты
После окончания Смуты служил на различных государственных должностях. В бытность воеводой в Вологде активно заботился о пополнении государственной казны. В качестве подтверждения этому: в декабре 1619 г. в Вологде была обнаружена зарытая в землю «денежная казна» (клад): «528 рублей старых и новых денег». Клад Алябьев конфисковал и передал в казну, за исключением платы «мужикам от копания, которые те деньги выкопывали». После перечеканки в новую монету прибыль от клада составила «678 рублей 15 алтын 2 деньги» — очень крупную по тем временам сумму. В апреле 1620 Алябьев был пожалован ещё одной «милостивой грамотой» за службу.
Умер Алябьев, по свидетельству современников, в очень преклонном возрасте, в 1620 г.

## Дети
- Сын Дмитрий Андреевич — значится в Росписи русского войска 1604 г. в списке жильцов с отцовских поместий, а иначе — беспоместный.
- Сын Григорий Андреевич в 1612 г. получил поместье в Арзамасе. В 1615 г., 2-й воевода в Рыльске. В 1619-20 г. воевода в Болхове. 1622 и 9 мая — 9 июня 1623 гг., 2-й воевода в Путивле. В 1627-28 г., воевода в Пелыме.
- Сын Федор Андреевич в 1633 г., воевода в Галиче. В 1638-40 г. воевода в Ельце. В 1645-47 г., воевода в Уфе.